# Sabinus (Geschirrwart)
Sabinus war ein antiker römischer Geschirrwart.
Sabinus ist heute nur noch aufgrund einer in augusteische Zeit datierten Grabinschrift aus einem Kolumbarium bekannt. Diese wurde in der Nähe der Porta Praenestina in Rom gefunden. Die Inschrift besagt, dass sie von seinem Arbeitgeber Lucius Domitius Philogenes gesetzt wurde, für den er als corinthiar(ius) (als Verantwortlicher für das Corinthium aes), also Geschirrwart, tätig war. Als solcher war er für wertvolle Gerätschaften und Gefäße seines Herrn verantwortlich. Zeitweise wurden die corinthiarii als Toreuten (Metallbearbeiter) missinterpretiert. Die Inschrift lautet:

“L DOMITIVS PHILOGENES IS DEDIT SABINO DOMITI CORINTHIARIO”

„L(ucius) Domitius Philogenes / is dedit Sabino Domiti / corinthiario“

## Einzelbelege
1. ↑  CIL 6, 5900

| Personendaten    | Personendaten                              |
| ---------------- | ------------------------------------------ |
| NAME             | Sabinus                                    |
| KURZBESCHREIBUNG | antiker römischer Geschirrwart             |
| GEBURTSDATUM     | 1. Jahrhundert v. Chr. oder 1. Jahrhundert |
| STERBEDATUM      | 1. Jahrhundert oder 2. Jahrhundert         |